# Steinhügelgrab Wechte

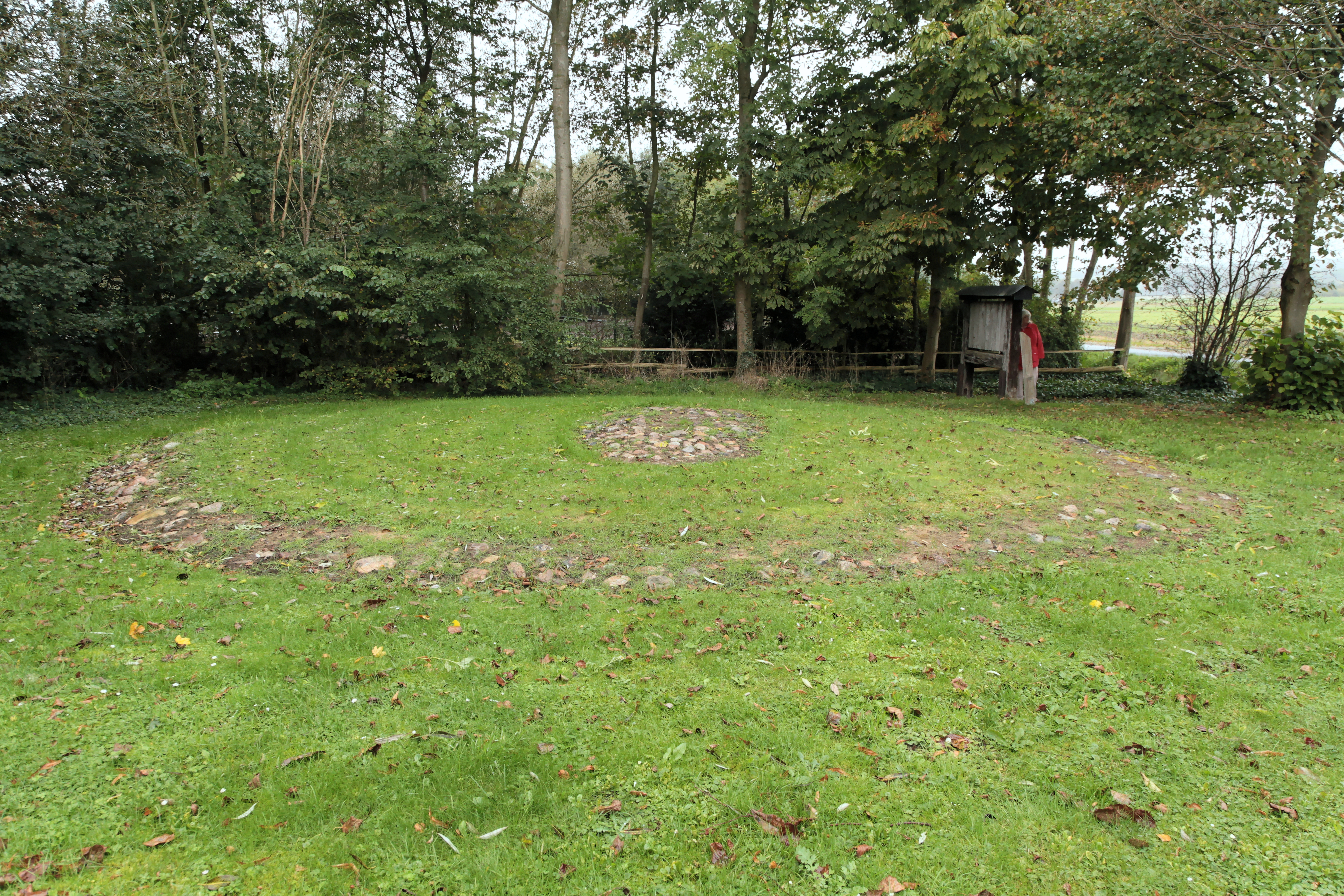
Steinhügelgrab

Das Steinhügelgrab Wechte in Wechte, einem Ortsteil von Lengerich in Nordrhein-Westfalen, ist ein versetzter Grabhügel aus der Zeit um etwa 1700 v. Chr., der sich in der Straße „Am Steinhügelgrab 29“ befindet. Das Original befand sich 400 m nördlich auf der Trasse des Autobahnzubringers.
Das zentrale Steinoval von 4,5 × 3 m war aus sechs Lagen verschieden großer mit Sand vermengter Findlinge etwa 0,6 m hoch aufgetürmt. Es enthielt ein Ost-West orientiertes, 0,5 m tiefes, geböschtes Grab von 2 × 0,5 m.
Der mit Geschieben befestigte Hügelfuß hat einen Durchmesser von 10 m. Der Steinkranz könnte der Rest einer ehemals geschlossenen Steindecke sein, die die gesamte Kuppe der Erdaufschüttungen überdeckte und in der Archäologie als Rollsteinhügel bezeichnet wird.
Der 1,5 m breite und 0,5 m tief erhaltene Kreisgraben von etwa 15 m Durchmesser, der den Bereich nahezu konzentrisch umgab, ist nicht rekonstruiert worden.
In der Nähe liegt das Galeriegrab Wechte I.